# ایوان دودینگ
 ایوان دودینگ (انگلیسی: Ivan Dodig؛ زادهٔ ۲ ژانویهٔ ۱۹۸۵) یک تنیس‌باز اهل کرواسی است.